# Angel Robinson
Angel Robinson este personajul principal al romanului Manuscrisul Anonim, scris de Debra Ginsberg. Angel are o mare pasiune pentru lectură și începe să lucreze la agenția literară a lui Lucy Fiamma. În urma unor mai multor întâmplări, personajul devine unul dintre cei mai importanți agenți literari din SUA